# 松花粉

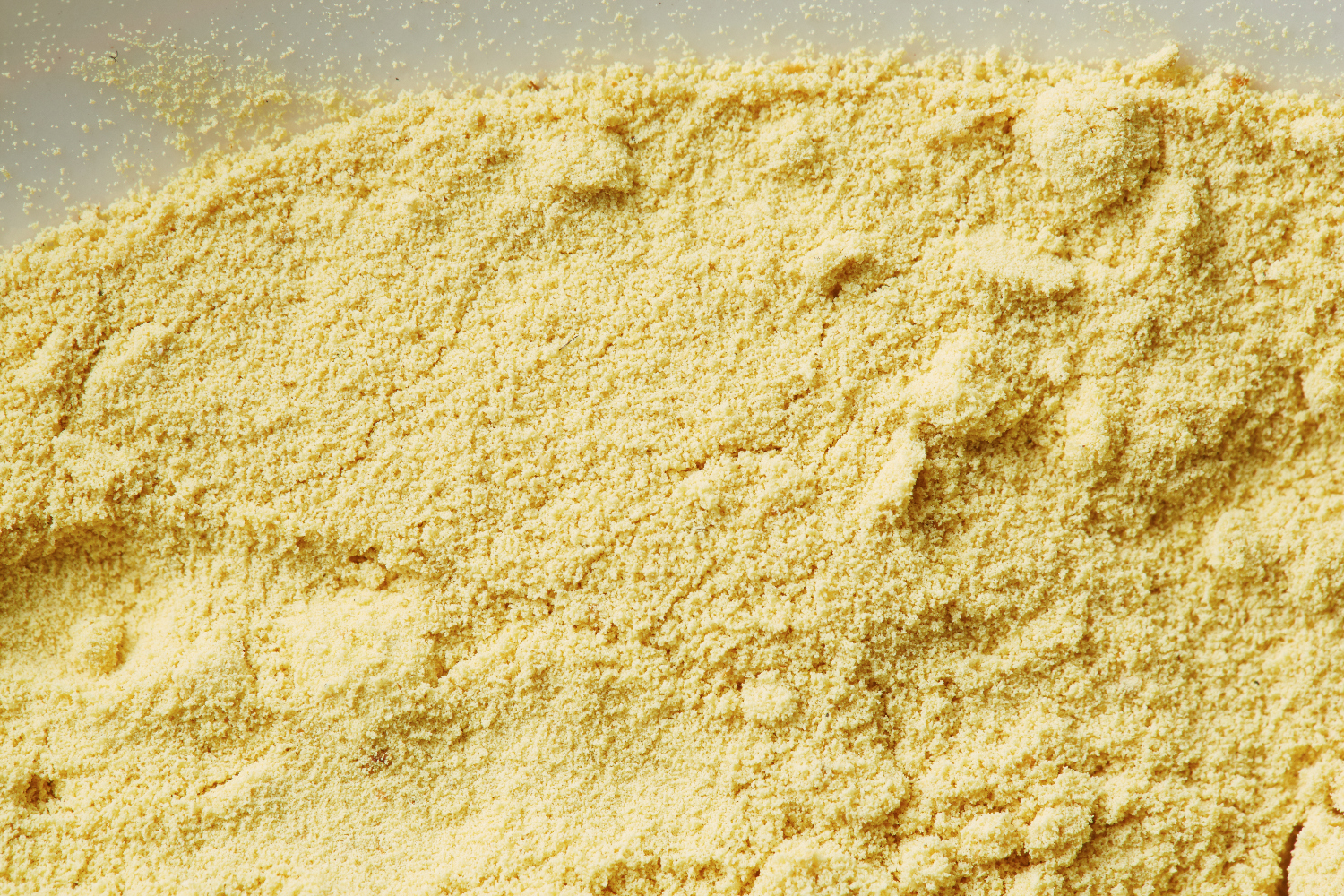
松花粉

松花粉又名松花、松黄，泛指马尾松、油松、红松、华山松和樟子松等松属植物雄蕊所产生的干燥花粉。始载于唐《新修本草》，为鲜黄色或淡黄色细粉，味甘平无毒，是中国传统的食品，一些中国传统食物如松花糕、松花团子、松花酒等仍添加松花粉。有一定的药用价值，主要针对皮肤相关病有一定疗效，被收入中国药典2000版一部。
松花粉作为松属植物的遗传物质，含有蛋白质、微量元素、黄酮及脂肪酸等营养成分及生物活性物质。

## 松花粉的形态
淡黄色的细粉。体轻，易飞扬，手捻有滑润感。气微，味淡。在显微镜下观察，花粉粒椭圆形，长45～55μm，直径29～40μm，表面光滑，两侧各有一膨大的气囊，气囊壁有明显的网状纹理，网眼多角形。

## 松花粉的采集
松属植物分布广泛，各地应观察开花时间，掌握花粉成熟的确切时间。当花穗棒全部由绿变黄并松动，花穗基部刚刚开始散粉时开始采摘，这是花穗棒的最佳采集期。采集过早，花粉尚未成熟，营养物质积累不充分，花粉含水量大，出粉率低；采集过迟，花粉已经散落，将严重影响采集数量。
采集应在晴天时进行，先把花穗棒的基部折断，然后将花穗棒放入洁净的袋或筐中。提倡保护性采集，以侧枝上的花穗棒为主，主干及其顶部上花穗棒尽可能少采，以免影响其生长。采集后及时将花穗棒摊放在塑料薄膜上，置于阳光下暴晒，翻动并取出花穗棒，使花粉散落在薄膜上。将花粉过筛后装入干净的密封袋，保存于干燥阴凉处。

## 松花粉功效
对燥湿，收敛止血。用于湿疹，黄水疮，皮肤糜烂，脓水淋漓有一定效果。